# Grand Prix International de la ville de Nogent-sur-Oise
Der Grand Prix International de la ville de Nogent-sur-Oise ist ein Straßenradrennen für Männer in Frankreich.
Das Eintagesrennen wurde erstmals in der Saison 1945 ausgetragen, seit 2005 gehört es mit kleinen Unterbrechungen zur UCI Europe Tour und ist in die UCI-Kategorie 1.2 eingestuft. Die Strecke führt auf einem Rundkurs, der mehrfach absolviert werden muss, um die französische Stadt Nogent-sur-Oise im Département Oise im Norden Frankreichs. 
Nach 2020 und 2023 wurde das Rennen 2025 erneut abgesagt. Als Grund gaben die Organisatoren die zunehmend strengeren regulatorischen und finanziellen Auflagen für Radrennen an, die finanziell nicht leistbar waren. 2026 soll das Rennen in einem neuen Format wieder stattfinden.

## Sieger (ab 2005)
| Jahr | Sieger               | Zweiter              | Dritter             |          |
| ---- | -------------------- | -------------------- | ------------------- | -------- |
| 2005 | Tristan Valentin     | Médéric Clain        | Samuel Gicquel      |          |
| 2006 | Jos Pronk            | Fredrik Johansson    | Piotr Chmielewski   |          |
| 2007 | Mateusz Mróz         | Martin Mortensen     | Iwan Seledkow       |          |
| 2009 | Martin Pedersen      | Alexis Bodiot        | Erki Pütsep         |          |
| 2010 | Vytautas Kaupas      | Alexander Mironow    | Dimitry Samokhvalov |          |
| 2011 | Alexei Zatewitsch    | Barry Markus         | Ioannis Tamouridis  |          |
| 2012 | Igor Bojew           | Alexis Bodiot        | Steve Schets        |          |
| 2013 | Alexander Kamp       | Alexis Bodiot        | Jérôme Baugnies     |          |
| 2015 | Robin Stenuit        | Andrea Pasqualon     | Kevyn Ista          |          |
| 2017 | Jordan Levasseur     | Dimitri Peyskens     | Benoît Jarrier      |          |
| 2018 | Julien Antomarchi    | Mickaël Guichard     | Florent Pereira     |          |
| 2019 | Emiel Vermeulen      | Maxime Urruty        | Samuel Leroux       |          |
| 2021 | Karl Patrick Lauk    | Morne Van Niekerk    | Mickaël Guichard    |          |
| 2022 | Alexandar Richardson | Baptiste Veistroffer | Maxime Dransart     |          |
| 2023 | abgesagt             | abgesagt             | abgesagt            | abgesagt |
| 2024 | Justin Ducret        | Yacine Hamza         | Ronan Augé          |          |
| 2025 | abgesagt             | abgesagt             | abgesagt            | abgesagt |